# Santa Rita (Aragua)
Santa Rita (Aragua) é uma cidade venezuelana, capital do município de Francisco Linares Alcántara (Aragua).